# Milan-San Remo 1938
La 31e édition de la course cycliste, Milan-San Remo a eu lieu le 19 mars 1938 et a été remportée au sprint par l'Italien Giuseppe Olmo. 

## Classement final
|    | Cycliste        | Équipe             | Temps           |
| -- | --------------- | ------------------ | --------------- |
| 1  | Giuseppe Olmo   | Bianchi            | 7 h 18 min 30 s |
| 2  | Pierino Favalli | Legnano            | + 0 s           |
| 3  | Alfredo Bovet   | Dei                | + 0 s           |
| 4  | Fabien Galateau | Michard-Wolber     | + 0 s           |
| 5  | Auguste Mallet  | Helyett-Hutchinson | + 0 s           |
| 6  | Aldo Bini       | Bianchi            | + 1 min 00 s    |
| 7  | Gino Bartali    | Legnano            | + 1 min 00 s    |
| 8  | Osvaldo Bailo   | Bianchi            | + 1 min 00 s    |
| 9  | Adriano Vignoli | Bianchi            | + 1 min 00 s    |
| 10 | Olimpio Bizzi   | Frejus             | + 1 min 00 s    |